# Organisation für Kulturerbe, Handwerk und Tourismus

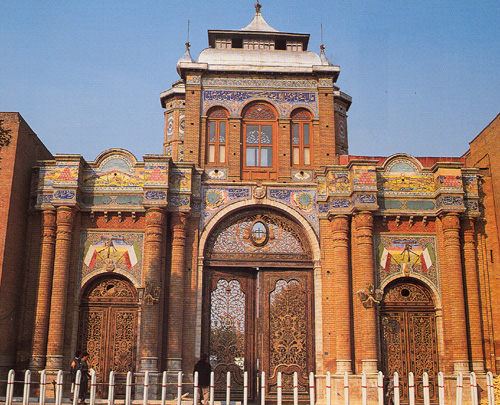
Tore des Bagh Melli (aus der Kadscharen-Dynastie), wo sich einige Büros der Organisation befinden.

Die Organisation für Kulturerbe, Handwerk und Tourismus (persisch سازمان میراث فرهنگی، صنایع دستی و گردشگری; englisch Iran Cultural Heritage, Handcrafts and Tourism Organization; Abkürzung: ICHHTO), kurz auch Cultural Heritage Organization, ist eine iranische Bildungs- und Forschungseinrichtung, die zahlreiche mit ihr verbundene Museen in ganz Iran beaufsichtigt. Sie wird von der Regierung verwaltet und finanziert.
Sie wurde im Jahr 1985 durch ein Gesetz des Madschles gegründet, wobei elf Forschungs- und kulturelle Organisationen verschmolzen wurden. Im Jahr 2001 war der Ingenieur Seyed Mohammad Beheshti Präsident der Cultural Heritage-Organisation.
Sie veröffentlicht und überwacht die Veröffentlichung von vielen Zeitschriften und Büchern und führt Projekte in Verbindung mit ausländischen Museen und Akademien durch. In Umfang und Aktivität ähnelt sie der US-amerikanischen Smithsonian Institution.
2019 wurde die Organisation in Ministerium für Kulturerbe, Tourismus und Handwerk (Ministry of Cultural Heritage, Tourism and Handicrafts) unbenannt.

## Einige ICHO-Museen und -Paläste
- Iranisches Nationalmuseum
- Saadabad-Palastanlage
- Niavaran-Palastkomplex
- Golestanpalast
- Meidān-e Emām
- Iranisches Teppichmuseum
- Pars-Museum
- Morvarid Palast
- Glassware and Ceramics Museum of Iran
- Reza Abbasi Museum
- Malik National Museum of Iran
- National Car Museum of Iran
- Arg-é Bam
- Pars-Museum von Schiras
- The National Museum of Medical Sciences History

## Verschiedenes
Die Cultural Heritage News Agency ist eine Nichtregierungsorganisation.